# Hadi
Hadi [ˈhaː.diː] ist ein männlicher Vorname, der auch als Familienname vorkommt.

## Herkunft und Bedeutung
Der Name Hadi geht auf arabisch هادي hʾādī zurück und bedeutet „Anführer“, „Leiter“.

## Verbreitung
Der Name Hadi ist vor allem im arabischen und persischen Raum verbreitet.

## Varianten
Eine alternative Transkription des Namens lautet Hédi oder Hedi.
Weibliche Varianten sind هادية hʾādya und im türkischen Hadiye.

## Namensträger

### Vorname
- Hadi al-Bahra (* 1959), syrischer Politiker
- Hadi Saei Bonehkohal (* 1976), iranischer Taekwondoin
- Hadi Chamene’i (* 1947), iranischer Politiker
- Hadi Fayyadh (* 2000), malaysischer Fußballspieler
- Hadi Ghaffari (* 1950), Mullah und Hodschatoleslam und der Chef der iranischen Hisbollahi-Bewegung
- Hadi Khanjanpour (* 1982), deutsch-iranischer Schauspieler, Regisseur und Autor
- Hadi Khosroshahi (1938–2020), iranischer Kleriker und Diplomat
- Hadi al-Mahdi (1965/66–2011 in Bagdad), irakischer Journalist, Schauspieler und Radiomoderator
- Hadi Sacko (* 1994), malisch-französischer Fußballspieler
- Hadi Sepehrzad (* 1983), iranischer Zehnkämpfer
- Hadi Soleimanpour (* 1956), iranischer Diplomat
- Hadi Soua’an al-Somaily (* 1976), saudi-arabischer Leichtathlet
- Hadi Teherani (* 1954), iranischer Architekt

### Familienname
- Al-Hadi (Imam), Person des ismailitischen schiitischen Islam, Imam der Ismailiten
- Abed Rabbo Mansur Hadi (* 1945), jemenitischer Politiker, Präsident ab 2012
- Awni Abd al-Hadi (1889–1970), liberaler palästinensischer Politiker
- Shafi Hadi (* 1929), amerikanischer Jazzsaxophonist
- Sudirman Hadi (* 1996), indonesischer Sprinter
- Tarab Abdul Hadi (1910–1976), palästinensische Frauenrechtlerin